# 마틸드 그르모
마틸드 그르모(프랑스어: Mathilde Gremaud, 2000년 2월 8일~)는 스위스의 프리스타일 스키 선수로 주 종목은 슬로프스타일과 빅에어이다. 2022년 동계 올림픽 슬로프스타일 종목에서 금메달을 획득했다.